# Odori
Cet article possède un paronyme, voir Odoric.
L'odori () est une forme de danse japonaise bouddhique venant du nembutsu-odori.
Au XVe siècle, il donne naissance au furyu-odori, danse très décorative qui se transforme en kabuki odori avec la prêtresse Okuni en 1603. Une autre forme de danse apparaît un peu plus tard, le Bon-odori, une danse collective à laquelle le public participe.